# 452
Évszázadok: 4. század – 5. század – 6. század
Évtizedek: 400-as évek – 410-es évek – 420-as évek – 430-as évek – 440-es évek – 450-es évek – 460-as évek – 470-es évek – 480-as évek – 490-es évek – 500-as évek
Évek: 447 – 448 – 449 – 450 –  451 – 452 – 453 – 454 – 455 – 456 – 457

## Események

### Nyugat- és Keletrómai Birodalom
- Flavius Bassus Herculanust és Flavius Sporaciust választják consulnak.
- Az előző évi galliai hadjárat kudarcát követően Attila az év tavaszán Itáliába tör be. Hosszas ostrom után elfoglalja és elpusztítja Aquileiát, majd számos észak-itáliai várost, többek között Veronát és Padovát. Milánó nagy mennyiségű arannyal megváltja magát. Flavius Aetius nyugatrómai fővezér ezúttal nem képes megnyerni a vizigótok és más germánok támogatását és létszámhátrányban lévő seregeivel csak zaklatni tudja a fosztogató hunokat. III. Valentinianus nyugatrómai császár Ravennából Rómába menekül és I. Leo pápa vezetésével követséget küld Attilához, aki ráveszi a hun királyt, hogy kímélje meg Rómát. A hunok visszavonulásának valódi oka a seregben kitört járvány lehetett, valamint az, hogy a keletrómai hadsereg átkelt a Dunán és rátámadt a hunokkal szövetséges osztrogótokra és gepidákra.
- A hunok elől menekülő itáliaiak az észak-adriai lagúnákban találnak menedéket és megalapítják Velencét.

### Kína
- Északi Vej császára, Tajvu rájön, hogy ez előző évben fia és trónörököse, Topa Huang az egyik nagyhatalmú udvari eunuch, Cung Aj hamis vádjai miatt halt meg. Cung Aj erre meggyilkolja a császárt, majd miután attól tart hogy ellene fordul, Tajvu második fiát, Topa Hant is megöleti és Tajvu legkisebb fiát, Topa Jüt segíti a trónra. Topa Jü később megpróbálja leváltani Cung Ajt, aki őt is megöli. Az udvari főtisztviselők ezután összeesküvést szerveznek Cung Aj ellen, elfogják és kivégzik őt, a trónra pedig Topa Huang fia (Tajvu unokája), Topa Csün kerül, aki a Vencseng uralkodói nevet veszi fel.

## Születések
- Gundobad, burgund király

## Halálozások
- március 11. – Tajvu-ti, Északi Vej császára
- Topa Jü, Északi Vej császára

## Fordítás
- Ez a szócikk részben vagy egészben  a(z)   452 című angol Wikipédia-szócikk ezen változatának fordításán alapul.  Az eredeti cikk szerkesztőit annak laptörténete sorolja fel. Ez a jelzés csupán a megfogalmazás eredetét és a szerzői jogokat jelzi, nem szolgál a cikkben szereplő információk forrásmegjelöléseként.